# 美賀多台

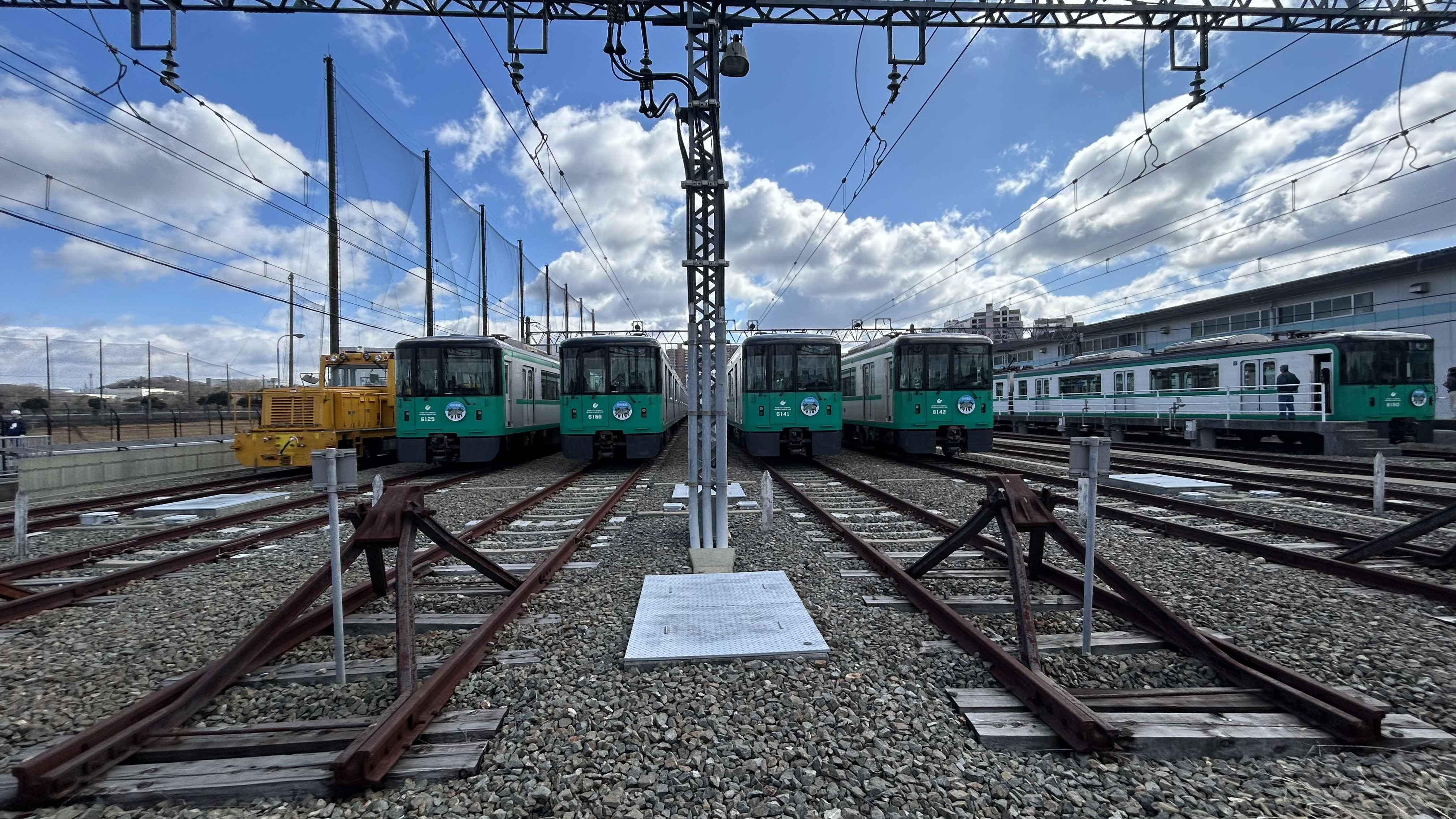
西神車庫

美賀多台（みかただい）は、兵庫県神戸市西区の町名。一丁目から九丁目がある。郵便番号は651-2277

## 地理
西区に所属している。東は高塚台に接する。西は春日台に接する。北は平野町堅田、南は竹の台と接する。

## 交通
地下鉄・市バスが通っている。

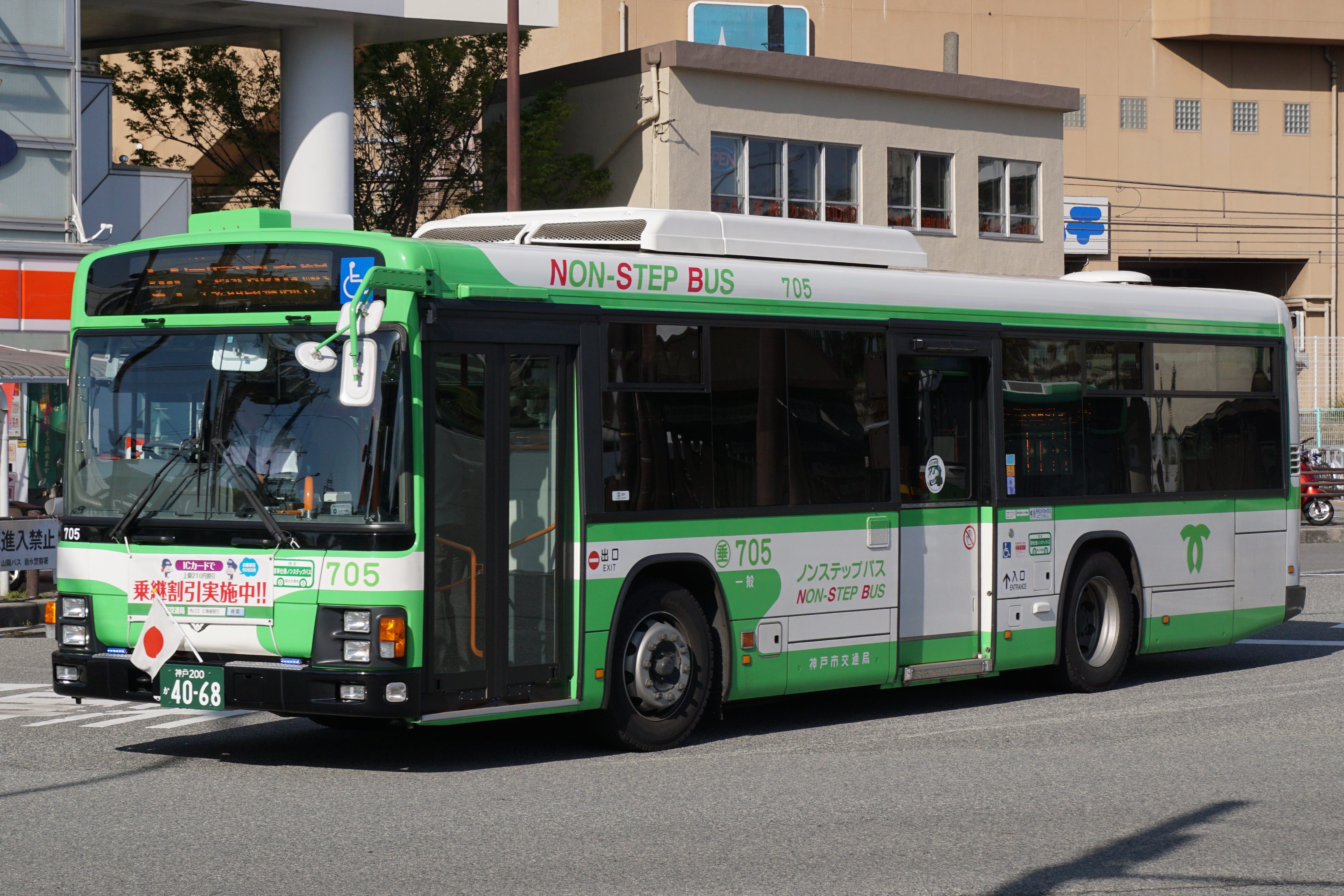
神戸市バス
神戸市営地下鉄

### 鉄道
神戸市営地下鉄
駅はないが、車庫が一部入っている

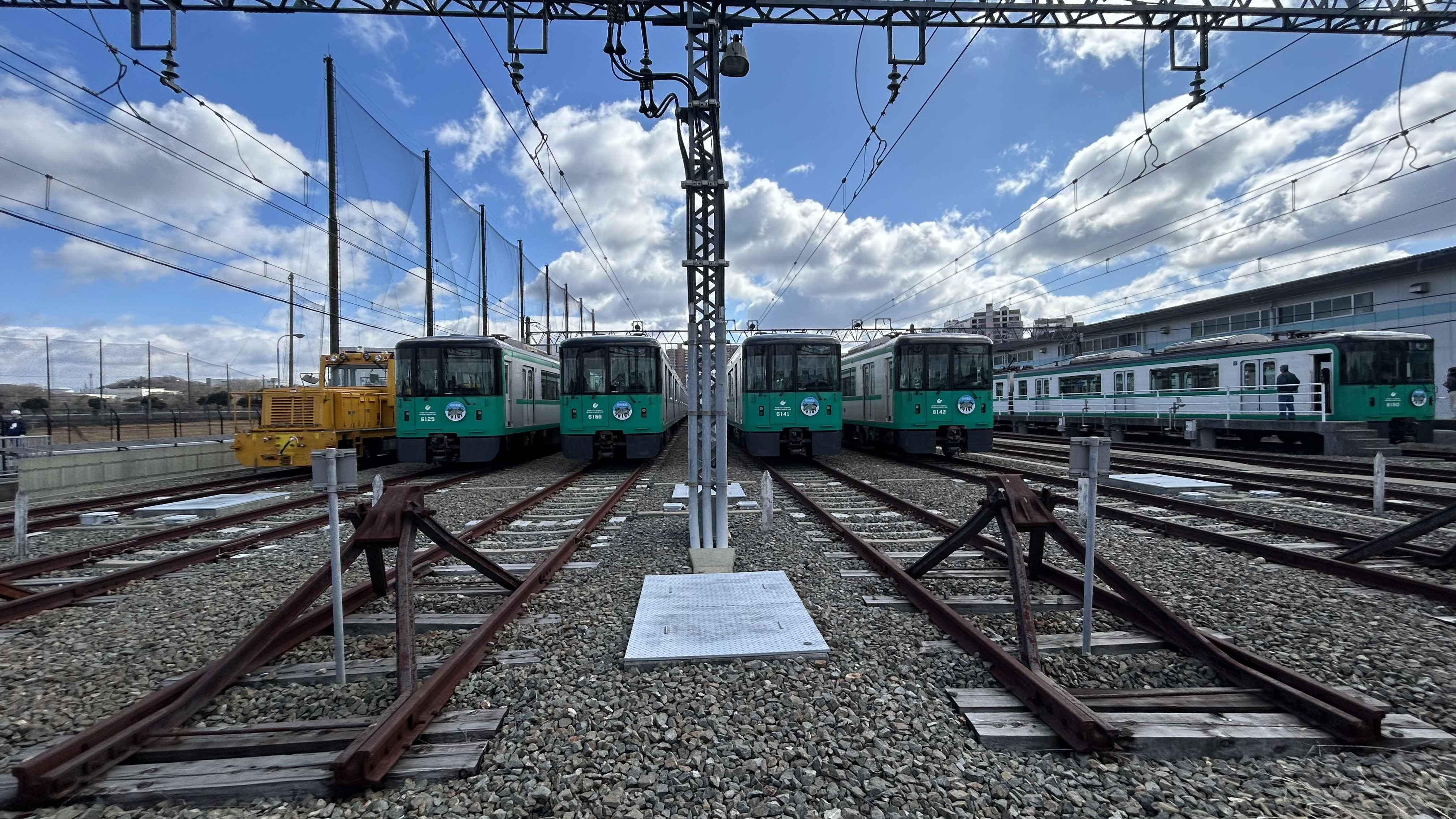
西神車庫

- 西神車庫

### バス
| 系統番号 | 起点         | 経由バス停                                                            | 終点     |
| -------- | ------------ | --------------------------------------------------------------------- | -------- |
| 21       | 西神中央駅前 | (糀台)-美賀多台2丁目-美賀多台3丁目-美賀多台4丁目-(春日台)             | 西体育館 |
| 22       | 西神中央駅前 | (糀台)-美賀多台公園-美賀多台7丁目-みかたプラザ-美賀多台5丁目-(春日台) | 西体育館 |

また、23、24系統の高塚台停留所もわずかに入っている

## 校区
市立小・中学校に通う場合、校区は以下の通りとなる

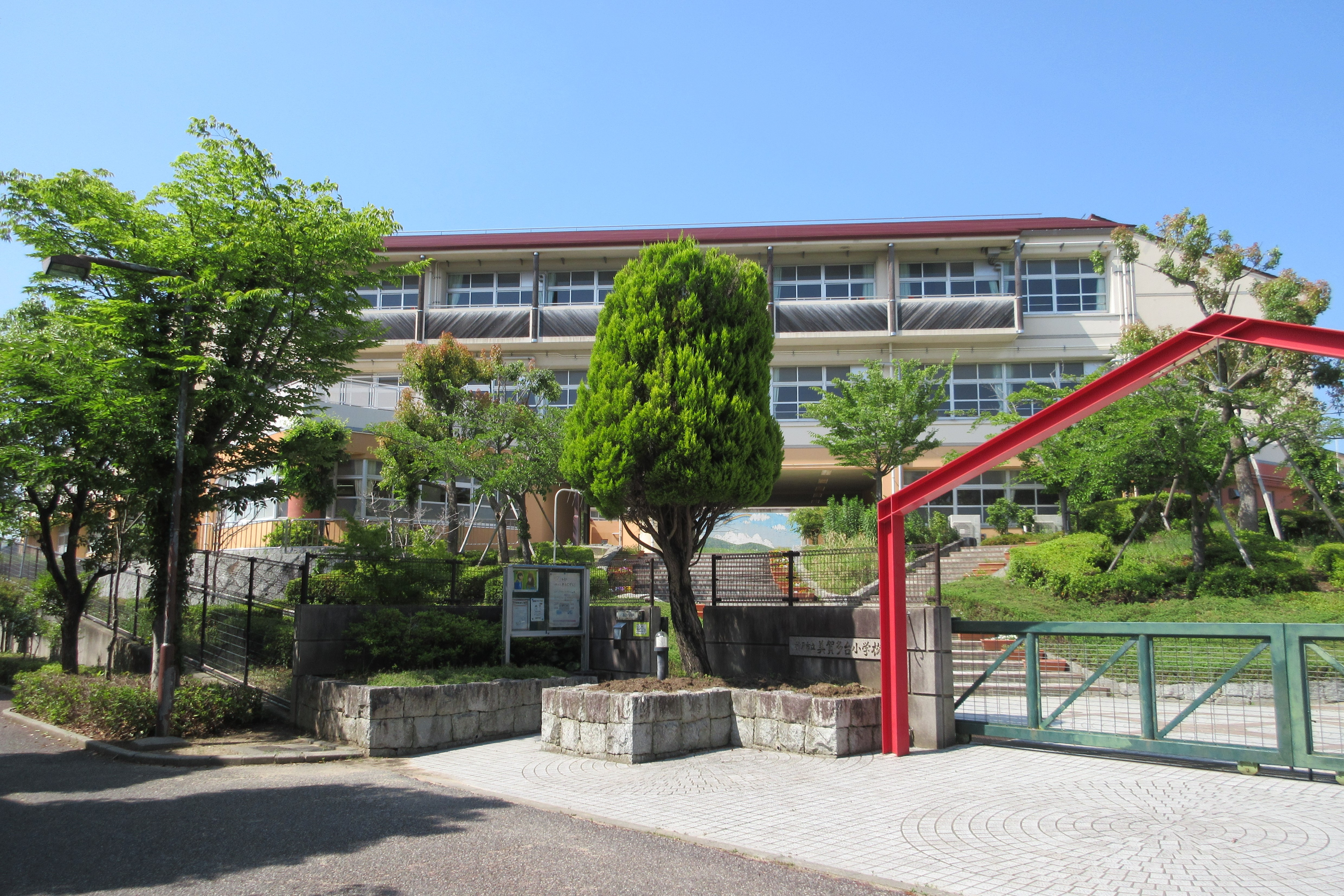
美賀多台小学校
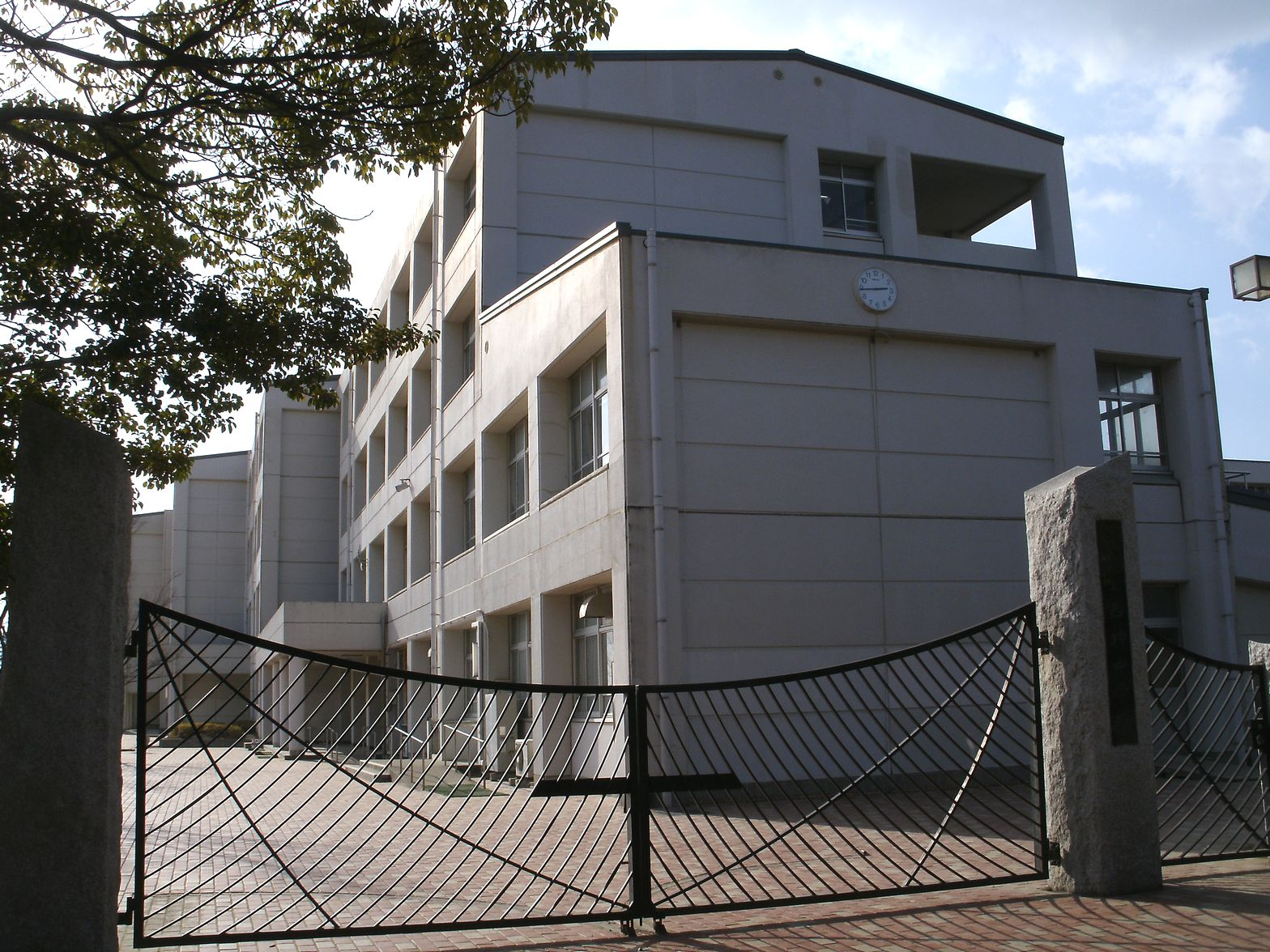
西神中学校

| 丁目 | 小学校         | 中学校     |
| ---- | -------------- | ---------- |
| 1    | 美賀多台小学校 | 西神中学校 |
| 2    | 美賀多台小学校 | 西神中学校 |
| 3    | 美賀多台小学校 | 西神中学校 |
| 4    | 美賀多台小学校 | 西神中学校 |
| 5    | 美賀多台小学校 | 西神中学校 |
| 6    | 美賀多台小学校 | 西神中学校 |
| 7    | 美賀多台小学校 | 西神中学校 |
| 8    | 美賀多台小学校 | 西神中学校 |
| 9    | 美賀多台小学校 | 西神中学校 |

- 美賀多台小学校
- 西神中学校

## 施設

### 1丁目

#### 交通
- 美賀多台公園（神戸市バス）

#### 公園
- 美賀多東公園

#### その他
- 西神中央ホール (なでしこ芸術文化センター)

### 2丁目

#### 交通
- 美賀多台公園（神戸市バス）

#### 公園
- 美賀多中公園

### 3丁目

#### 交通
- 美賀多台3丁目（神戸市バス）

#### 教育
- 美賀多保育園

#### 医療
- 久保みずきレディースクリニック菅原記念診療所

#### みかたプラザ
- トーホーストアみかたプラザ店

#### その他
- 神戸美賀多台郵便局

### 4丁目

#### 交通
- 美賀多台3丁目（神戸市バス）
- 美賀多台4丁目（神戸市バス）
- 美賀多台5丁目（神戸市バス）

#### 公園
- 美賀多南公園

### 5丁目

#### 交通
- 美賀多台5丁目（神戸市バス）

#### 公園
- 美賀多西公園

### 6丁目

#### 教育
- 高羽美賀多台幼稚園
- 神戸市立美賀多台小学校

### 7丁目

#### 交通
- 美賀多台公園（神戸市バス）

#### 公園
- 美賀多白師公園

### 8丁目

#### 公園
- 美賀多北公園

### 9丁目

#### 交通
- 高塚台（神戸市バス）

#### 公園
- 美賀多台公園

#### 教育
- 兵庫県立神戸高塚高等学校

#### 飲食
- マクドナルド 西神中央店
- ココス 西神ニュータウン店

#### その他
- 神戸市営地下鉄 西神車庫